# Коссиковский, Дмитрий Владимирович
Дми́трий Влади́мирович Коссиковский (1882—1944) — полковник Кавалергардского полка, герой Первой мировой войны, участник Белого движения.

## Биография
Православный. Из дворян Петербургской губернии. Сын действительного статского советника Владимира Владимировича Коссиковского (1847—26.02.1917) и жены его Марии Алексеевны Веневитиновой.
По окончании Императорского училища правоведения в 1903 году, поступил вольноопределяющимся в Кавалергардский полк и 19 августа 1904 года произведен был корнетом. 4 мая 1905 года переведен хорунжим во 2-й Верхнеудинский казачий полк, в рядах которого участвовал в русско-японской войне. За боевые отличия был награждён орденами св. Анны 4-й степени с надписью «за храбрость» и св. Станислава 3-й степени. 11 марта 1906 года вернулся в кавалергарды.
К началу Первой мировой войны — штабс-ротмистр Кавалергардского полка, младший офицер эскадрона Её Величества. Участвовал в походе в Восточную Пруссию и в бою под Каушеном, где получил ранение в шею. По выздоровлении вернулся в полк, с которым участвовал в боях на Юго-Западном фронте в 1915—1916 годах. Был произведен в ротмистры. Высочайшим приказом от 27 июля 1916 года был удостоен Георгиевского оружия
За то, что в бою у д. Абкарты 31-го августа 1915 года, лично предводительствуя эскадроном, совершил конную атаку, доведенную до удара холодным оружием, и тем опрокинул эскадрон германской кавалерии.
В Гражданскую войну участвовал в Белом движении в составе Добровольческой армии и Вооруженных сил Юга России. В октябре 1918 года вступил в команду конных разведчиков при Сводно-гвардейском полку, в ряды которой вошли также кавалергарды Иван и Андрей Толстые, сыновья графа Д. И. Толстого. С 24 марта 1919 года командовал эскадроном Кавалергардского полка в составе Сводного полка гвардейской кирасирской дивизии. В июне 1919 года эскадрон кавалергардов был развернут в дивизион и включен в 1-й Гвардейский Сводно-кирасирский полк. Будучи произведенным в полковники, Коссиковский командовал этим полком с 4 августа 1919 по 16 апреля 1920 года. В апреле 1920 года был назначен командиром эскадрона кавалергардов в составе вновь сформированного Гвардейского кавалерийского полка, а также помощником командира этого полка. Несколько раз по несколько дней исполнял должность командира полка. В ноябре 1920 года эвакуировался из Крыма с Русской армией. Галлиполиец.
С 1921 года в эмиграции в Югославии. Возглавлял кадр Кавалергардского полка. Вступил в Корпус Императорской Армии и Флота и в 1930-е годы произведен был в генерал-майоры КИАФ. В 1941 году поступил на службу в Русский охранный корпус. Умер 21 апреля 1944 года в Белграде.